# Sima Sami Bahous
Sima Sami Bahous (26 de junho de 1956) é a Representante Permanente da Jordânia nas Nações Unidas (ONU) desde agosto de 2016. Ela foi nomeada Diretora Executiva da ONU Mulheres em setembro de 2021.

## Infância e educação
Bahous nasceu em junho de 1956. Ela é bacharel em literatura inglesa pela Universidade da Jordânia, mestra em literatura e drama pela Universidade de Essex e PhD em comunicação de massa e desenvolvimento pela Universidade de Indiana.

## Carreira
Bahous lecionou desenvolvimento e comunicação na Universidade Yarmouk e na Universidade Petra, ambas na Jordânia, e foi produtora e apresentadora da Jordan Radio and Television Corporation. De 1994 a 1995, trabalhou para o Fundo nas Nações Unidas para a Infância (UNICEF) em Amã e nos dois anos seguintes foi Conselheira de desenvolvimento da Organização Mundial da Saúde (OMS) em Saná, Iémen e foi Diretora Executiva nas Fundações Rei Hussein e Noor Al Hussein entre 1997 a 2001. Bahous também atuou em dois cargos ministeriais na Jordânia como conselheira do Rei Abdullah II entre 2003 a 2005 e como presidenta do Conselho Superior de Mídia de 2005 a 2008. De 2008 a 2012 foi secretária-geral adjunta na Liga dos Estados Árabes no Cairo.
A partir de 2012, Bahous atuou como Secretária-Geral Adjunta do Programa das Nações Unidas para o Desenvolvimento (PNUD)  e Diretora e Administradora do Departamento Regional do PNUD para os Estados Árabes. Em agosto de 2016, Bahous foi nomeada como Representante permanente da Jordânia nas Nações Unidas, em Nova York, no lugar de Dina Kawar, que foi nomeada embaixadora da Jordânia nos Estados Unidos.

## Publicações
- Bahous, Sima (4 de fevereiro de 2014). «Water More Important Than Oil for the Future of the Arab World». Huffington Post. Consultado em 24 de novembro de 2021.
- Bahous, Sima (1 de abril de 2014). «Creating Opportunities for Youth — The Way Forward for the Arab World». Huffington Post. Consultado em 24 de novembro de 2021.
- Bahous, Sima (31 de março de 2015). «New momentum in response to the Syria crisis: We must seize the moment». Ahram. Consultado em 24 de novembro de 2021.
- Bahous, Sima (5 de novembro de 2015). «Salvar vidas, preservar la dignidad y asegurar el futuro en Siria» (em espanhol). PNUD. Consultado em 24 de novembro de 2021.

## Vida pessoal
Bahous é casada com Ziad Rifai e tem uma filha.